# Loxostege baccatalis
Loxostege baccatalis là một loài bướm đêm trong họ Crambidae.